# Douglas B-23 Dragon
Douglas B-23 Dragon — американский средний бомбардировщик.
Создан в 1930-х годах. Первый полёт совершил в 1939 году. Разработан и производился фирмой Douglas. Применялся ВВС США во время Второй мировой войны. Всего было построено около 38 самолётов.

## Модификации
B-23
B-18 с изменённым фюзеляжем, построено 38 шт.
C-67
Переделка во многоцелевой транспортный самолёт с креплением для буксировки планёров, 12 самолётов переделаны из B-23, в 1943 году новое обозначение — UC-67.
UC-67
название C-67 с 1943 года.

## Применение
Хотя B-23 был значительно быстрее и лучше вооружён, чем B-18, он не мог сравниться с более современными средними бомбардировщиками, такими как North American B-25 Mitchell и Martin B-26 Marauder. Поэтому, 38 машин этого типа не участвовали в боевых действиях на зарубежных ТВД, хотя в течение непродолжительного времени они использовались в качестве патрульных самолётов на западном побережье США. В основном их применяли как учебные, хотя 18 самолётов позже были переоборудованы в транспортные и получили обозначение UC-67.
B-23 также служили испытательными стендами для новых двигателей и систем. Например, один из них использовался компанией General Electric (Скенектади, штат Нью-Йорк) для разработки турбонагнетателя. Ещё один самолёт участвовал в испытаниях системы герметизации салона.
После Второй мировой войны многие B-23 были переделаны в служебные, поэтому несколько самолётов этого типа сохранилось в государственных и частных коллекциях. Одним из владельцев подобного транспорта был Говард Хьюз.

## ТТХ
- Модификация B-23
- Размах крыла, м 28.04
- Длина, м 17.80
- Высота, м 5.63
- Площадь крыла, м² 92.25
- Масса, кг
  - пустого самолета 8659
  - нормальная взлетная 14696
- Тип двигателя 2 ПД Wright R-2600-3 Cyclone 14
- Мощность, л.с. 2 х 1600
- Максимальная скорость, км/ч 454
- Крейсерская скорость, км/ч 338
- Практическая дальность, км 2253
- Максимальная скороподъемность, м/мин
- Практический потолок, м 9630
- Экипаж 4-5
- Вооружение: три 12,7-мм пулемёт в хвостовой части фюзеляжа и три 7,62-мм пулёмета калибра в носовой, верхней и нижней частях фюзеляжа; до 1996 кг бомб

## Эксплуатанты
США
- ВВС Армии США